# Sylvia nana
La curruca enana o curruca de los desiertos (Sylvia nana) es una especie de ave paseriforme de la familia Sylviidae propia de regiones áridas de Asia.

## Taxonomía
Anteriormente se consideraba conespecífica de la curruca sahariana (Sylvia deserti), pero en la actualidad se consideran especies separadas. De todas formas, cada una es el pariente vivo más cercano de la otra, y su relación con las demás currucas no está del todo aclarado; y podrían estar muy cercanas a la curruca zarcera. En cualquier caso, las tres especies al parecer son miembros del género bastante basales.

## Descripción
Se trata de un pájaro insectívoro de pequeño tamaño que presenta un discreto plumaje en tono pardo claro en las partes superiores, y blanquecino en las inferiores. Es igual para machos y hembras, y sus ojos son de color amarillo.

## Distribución
La curruca enana cría en los desiertos y semidesiertos de Asia central, y migra al sur en invierno a la región comprendida entre la India y Arabia, además de las zonas aledañas de noreste de África.